# 1208
Il 1208 (MCCVIII in numeri romani) è un anno bisestile del XIII secolo.

## Eventi
- 15 gennaio - Pietro di Castelnau viene assassinato da un vassallo sotto Raimondo VI di Tolosa; quest'ultimo viene ritenuto responsabile e scomunicato dal papa Innocenzo III, portando agli eventi che sfoceranno nella Crociata contro gli albigesi.
- 10 marzo - Con una infiammata bolla papale, Innocenzo III chiama a raccolta la cristianità per intraprendere la Crociata contro gli albigesi (1209-1229).
- 15 aprile - Hangzhou, la capitale della dinastia Song in Cina, viene colpita da un incendio che, nel corso di quattro giorni, distrugge 58 097 case nel raggio di 3 miglia (4,8 km) e provoca come minimo 59 vittime, più altre non registrate. Il governo concede rifugio temporaneo a 5 345 persone nei monasteri buddhisti e taoisti vicini, mentre alcuni dei suoi ufficiali, rimasti senza casa, si rifugiano sul Lago dell'ovest nelle vicinanze. Alle vittime del disastro sono concesse 160.000 monete d'oro, e 400 tonnellate di riso.
- 18 giugno - Viene consacrata l'Abbazia di Fossanova da Papa Innocenzo III.
- 30 giugno - Battaglia di Filippopoli, vicino a Plovdiv, in Bulgaria. Il secondo impero bulgaro viene sconfitto dall'impero latino.
- 26 dicembre - Al compimento del suo quattordicesimo compleanno Federico II si autoproclama maggiorenne assumendo immediatamente l'effettiva responsabilità del regno di Sicilia.

## Nati
- 1º febbraio - Giacomo I d'Aragona, re († 1276)
- 5 marzo - Giovanni da Parma, religioso italiano († 1289)
- 23 maggio - Simone V di Montfort, conte inglese († 1265)
- Colomanno di Galizia, nobile ungherese († 1241)
- Gissur Þorvaldsson, condottiero islandese († 1268)
- Kolbeinn ungi Arnórsson, condottiero islandese († 1245)
- Sempad il Connestabile, armeno († 1276)
- Ada d'Olanda, badessa tedesca († 1258)
- Thomas de Beaumont, VI conte di Warwick, conte († 1242)

## Morti
- 14 gennaio - Pietro di Castelnau, religioso francese (n. 1170)
- 28 gennaio - Giuliano di Cuenca, vescovo cattolico e santo spagnolo (n. 1128)
- 13 marzo - Pietro II, abate italiano
- 21 giugno - Filippo di Svevia, sovrano tedesco (n. 1177)
- 27 agosto - Irene Angela, principessa bizantina (n. 1181)
- 7 settembre - Stefano di Châtillon, abate, vescovo cattolico e santo francese (n. 1150)
- 9 novembre - Sancha di Castiglia, regina (n. 1154)
- Pietro Diana, cardinale italiano
- Guido di Montpellier, religioso francese (n. 1160)
- Hoelun, mongola
- Otto von Kerpen, nobile tedesco
- Oddone di Sully, sacerdote francese
- Ottone I di Bentheim, conte
- Pietro d'Angoulême, patriarca cattolico francese
- Leone Sguro, nobile bizantino

## Calendario
| Calendario 1208 | Calendario 1208 | Calendario 1208 | Calendario 1208 | Calendario 1208 | Calendario 1208 | Calendario 1208 | Calendario 1208 | Calendario 1208 | Calendario 1208 | Calendario 1208 | Calendario 1208 | Calendario 1208 | Calendario 1208 | Calendario 1208 | Calendario 1208 | Calendario 1208 | Calendario 1208 | Calendario 1208 | Calendario 1208 | Calendario 1208 | Calendario 1208 | Calendario 1208 | Calendario 1208 | Calendario 1208 | Calendario 1208 | Calendario 1208 | Calendario 1208 | Calendario 1208 | Calendario 1208 | Calendario 1208 | Calendario 1208 | Calendario 1208 |
| --------------- | --------------- | --------------- | --------------- | --------------- | --------------- | --------------- | --------------- | --------------- | --------------- | --------------- | --------------- | --------------- | --------------- | --------------- | --------------- | --------------- | --------------- | --------------- | --------------- | --------------- | --------------- | --------------- | --------------- | --------------- | --------------- | --------------- | --------------- | --------------- | --------------- | --------------- | --------------- | --------------- |
|                 | 1               | 2               | 3               | 4               | 5               | 6               | 7               | 8               | 9               | 10              | 11              | 12              | 13              | 14              | 15              | 16              | 17              | 18              | 19              | 20              | 21              | 22              | 23              | 24              | 25              | 26              | 27              | 28              | 29              | 30              | 31              |                 |
| Gennaio         | Ma              | Me              | Gi              | Ve              | Sa              | Do              | Lu              | Ma              | Me              | Gi              | Ve              | Sa              | Do              | Lu              | Ma              | Me              | Gi              | Ve              | Sa              | Do              | Lu              | Ma              | Me              | Gi              | Ve              | Sa              | Do              | Lu              | Ma              | Me              | Gi              |                 |
| Febbraio        | Ve              | Sa              | Do              | Lu              | Ma              | Me              | Gi              | Ve              | Sa              | Do              | Lu              | Ma              | Me              | Gi              | Ve              | Sa              | Do              | Lu              | Ma              | Me              | Gi              | Ve              | Sa              | Do              | Lu              | Ma              | Me              | Gi              | Ve              |                 |                 |                 |
| Marzo           | Sa              | Do              | Lu              | Ma              | Me              | Gi              | Ve              | Sa              | Do              | Lu              | Ma              | Me              | Gi              | Ve              | Sa              | Do              | Lu              | Ma              | Me              | Gi              | Ve              | Sa              | Do              | Lu              | Ma              | Me              | Gi              | Ve              | Sa              | Do              | Lu              |                 |
| Aprile          | Ma              | Me              | Gi              | Ve              | Sa              | Do              | Lu              | Ma              | Me              | Gi              | Ve              | Sa              | Do              | Lu              | Ma              | Me              | Gi              | Ve              | Sa              | Do              | Lu              | Ma              | Me              | Gi              | Ve              | Sa              | Do              | Lu              | Ma              | Me              |                 |                 |
| Maggio          | Gi              | Ve              | Sa              | Do              | Lu              | Ma              | Me              | Gi              | Ve              | Sa              | Do              | Lu              | Ma              | Me              | Gi              | Ve              | Sa              | Do              | Lu              | Ma              | Me              | Gi              | Ve              | Sa              | Do              | Lu              | Ma              | Me              | Gi              | Ve              | Sa              |                 |
| Giugno          | Do              | Lu              | Ma              | Me              | Gi              | Ve              | Sa              | Do              | Lu              | Ma              | Me              | Gi              | Ve              | Sa              | Do              | Lu              | Ma              | Me              | Gi              | Ve              | Sa              | Do              | Lu              | Ma              | Me              | Gi              | Ve              | Sa              | Do              | Lu              |                 |                 |
| Luglio          | Ma              | Me              | Gi              | Ve              | Sa              | Do              | Lu              | Ma              | Me              | Gi              | Ve              | Sa              | Do              | Lu              | Ma              | Me              | Gi              | Ve              | Sa              | Do              | Lu              | Ma              | Me              | Gi              | Ve              | Sa              | Do              | Lu              | Ma              | Me              | Gi              |                 |
| Agosto          | Ve              | Sa              | Do              | Lu              | Ma              | Me              | Gi              | Ve              | Sa              | Do              | Lu              | Ma              | Me              | Gi              | Ve              | Sa              | Do              | Lu              | Ma              | Me              | Gi              | Ve              | Sa              | Do              | Lu              | Ma              | Me              | Gi              | Ve              | Sa              | Do              |                 |
| Settembre       | Lu              | Ma              | Me              | Gi              | Ve              | Sa              | Do              | Lu              | Ma              | Me              | Gi              | Ve              | Sa              | Do              | Lu              | Ma              | Me              | Gi              | Ve              | Sa              | Do              | Lu              | Ma              | Me              | Gi              | Ve              | Sa              | Do              | Lu              | Ma              |                 |                 |
| Ottobre         | Me              | Gi              | Ve              | Sa              | Do              | Lu              | Ma              | Me              | Gi              | Ve              | Sa              | Do              | Lu              | Ma              | Me              | Gi              | Ve              | Sa              | Do              | Lu              | Ma              | Me              | Gi              | Ve              | Sa              | Do              | Lu              | Ma              | Me              | Gi              | Ve              |                 |
| Novembre        | Sa              | Do              | Lu              | Ma              | Me              | Gi              | Ve              | Sa              | Do              | Lu              | Ma              | Me              | Gi              | Ve              | Sa              | Do              | Lu              | Ma              | Me              | Gi              | Ve              | Sa              | Do              | Lu              | Ma              | Me              | Gi              | Ve              | Sa              | Do              |                 |                 |
| Dicembre        | Lu              | Ma              | Me              | Gi              | Ve              | Sa              | Do              | Lu              | Ma              | Me              | Gi              | Ve              | Sa              | Do              | Lu              | Ma              | Me              | Gi              | Ve              | Sa              | Do              | Lu              | Ma              | Me              | Gi              | Ve              | Sa              | Do              | Lu              | Ma              | Me              |                 |